# Joan Montpeó Masip
Joan Montpeó Masip (Les Borges del Camp 1918 - Riudecols 1938) va ser un seminarista català, assassinat durant la Guerra Civil Espanyola i beatificat per l'Església Catòlica.
Tenia una salut delicada, la seva família era de pocs recursos i va començar a estudiar amb el vicari del poble. Va manifestar ben aviat la seva vocació cap al sacerdoci. La malaltia que sofria va fer-li deixar els estudis durant algunes temporades. Una millora de la seva salut que es va produir en una crisi greu de la seva malaltia la va atribuir a la Mare de Déu de Lourdes.
Estudià al Seminari Pontifici de Tarragona i el 1936 quan va esclatar la Guerra civil, era a la Seu d'Urgell en un curset d'estiu amb els seminaristes de Tarragona. Van ser tots detinguts i portats a la presó de Lleida, on hi van estar unes cinc setmanes. Després els van traslladar al vaixell-presó del port de Tarragona. Allà, l'endemà de la seva arribada, van posar en llibertat els més joves. Joan Montpeó va tornar a casa seva a Les Borges del Camp, on el dia 9 de maig de 1938 dos milicians el van detenir i el van portar a la presó de Riudecols. El dia 11 va ser interrogat, i dos dies després, al capvespre, va ser afusellat a la riera de Riudecols, vora el poble. Els seus companys de presó van sentir els trets. És considerat beat i màrtir per l'Església Catòlica des de la Beatificació de Tarragona.